# Фоєнь (комуна, Сату-Маре)
Фоєнь, Фоєні (рум. Foieni) — комуна у повіті Сату-Маре в Румунії. До складу комуни входить єдине село Фоєнь.
Комуна розташована на відстані 461 км на північний захід від Бухареста, 38 км на захід від Сату-Маре, 137 км на північний захід від Клуж-Напоки.

## Населення
За даними перепису населення 2002 року у комуні проживали 1882 особи.
Національний склад населення комуни:
| Національність | Кількість осіб | Відсоток |
| -------------- | -------------- | -------- |
| угорці         | 1045           | 55,5%    |
| німці          | 783            | 41,6%    |
| румуни         | 53             | 2,8%     |
| українці       | 1              | 0,1%     |

Рідною мовою назвали:
| Мова       | Кількість осіб | Відсоток |
| ---------- | -------------- | -------- |
| угорська   | 1814           | 96,4%    |
| румунська  | 51             | 2,7%     |
| німецька   | 15             | 0,8%     |
| українська | 1              | 0,1%     |

Склад населення комуни за віросповіданням:
| Релігія        | Кількість осіб | Відсоток |
| -------------- | -------------- | -------- |
| римо-католики  | 1810           | 96,2%    |
| православні    | 38             | 2,0%     |
| реформати      | 22             | 1,2%     |
| греко-католики | 12             | 0,6%     |

## Зовнішні посилання
- Дані про комуну Фоєнь на сайті Ghidul Primăriilor